# قاعة الصداقة
قاعة الصداقة  هي مجمع لمباني بالخرطوم عاصمة السودان يتكون من قاعات للمؤتمرات والاجتماعات وصالات معارض ومسرحاً وسينما مغلقة ومرافق أخرى ملحقة بها. تشكل احم معالم منطقه مقرن النيلين. تشتهر القاعة باستضافتها لعدد كبير من الفعاليات السياسية الثقافية المهمة بالسودان بما في ذلك مؤتمرات قمم دولية واقليمية ومحلية واجتماعات وزارية ومحافل ومنتديات وندوات وأمسيات ثقاقية وسياسية ومسرحيات وافلام وحفلات عامة.

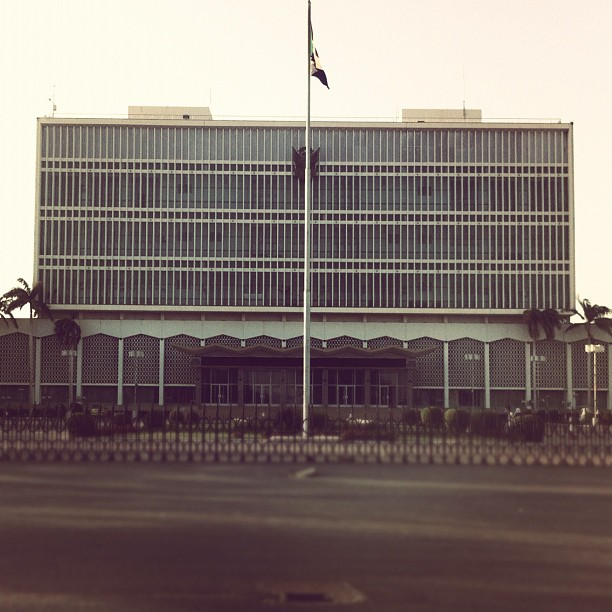
قاعة الصداقة في السودان

## قصة البناء وتاريخه
عندما زار الرئيس السوداني الأسبق جعفر نميري قاعة المؤتمرات الكبري في بكين اثناء زيارته الرسمية الأولى للصين في عام 1977 م، والتي اسفرت عن ابرام عدة اتفاقيات في مجالات البنية التحتية في السودان، اعجب بهندسة القاعة ودورها المتشعب وعبّر عن اعجابه ذلك لمضيفيه الصينيين الذين كرموه ببناء قاعة على نمط قاعة المؤتمرات في عاصمته الخرطوم كهدية من حكومة وشعب الصين إلى حكومة وشعب السودان. وقد زار النميري الصين ثلاث مرات.

## الموقع

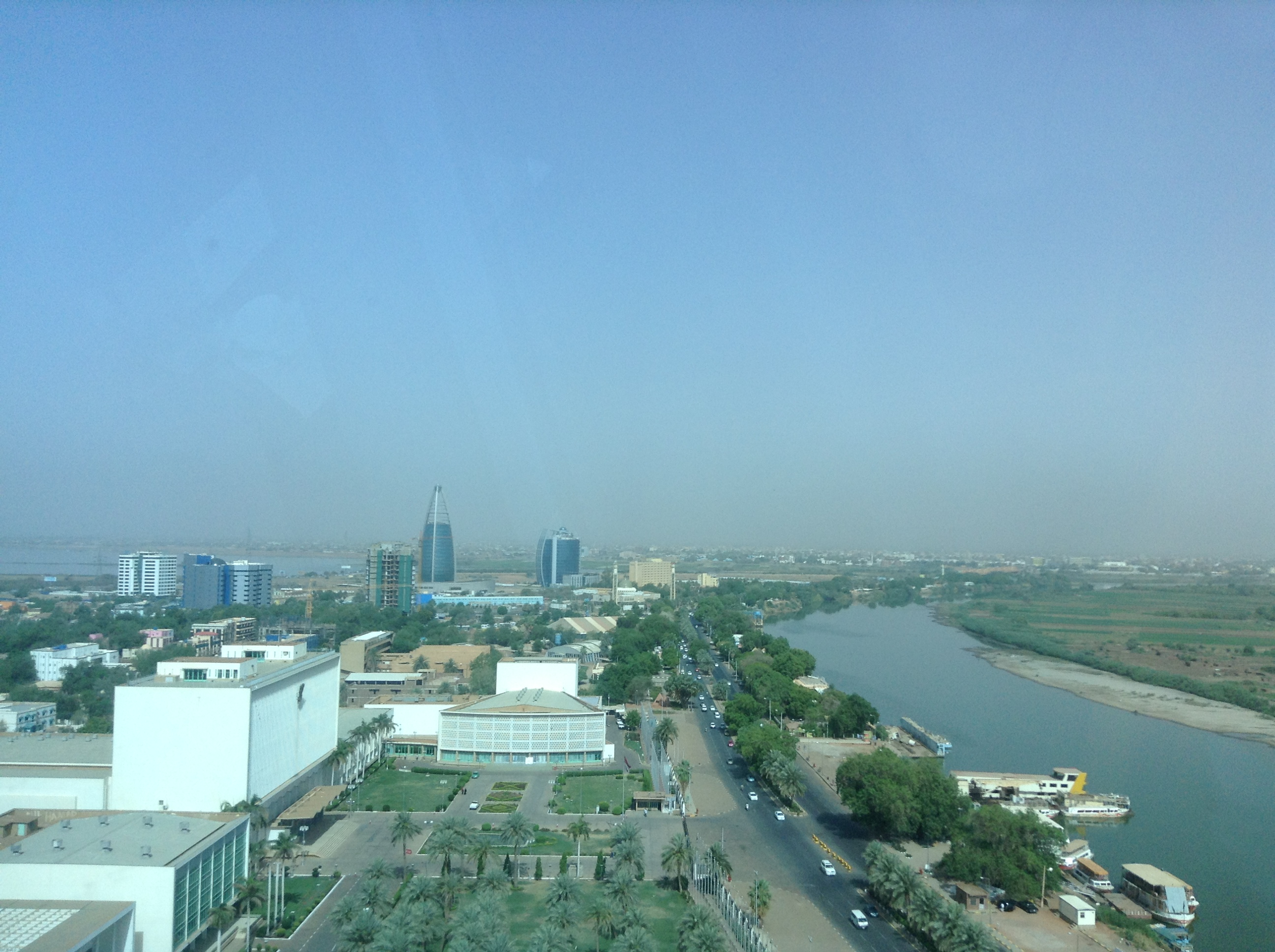
منظر جوي للخرطوم من فندق كورنثيا

اختيرت مدينة الخرطوم لتكون مقرا للمجمع وذلك في موقع على شارع النيل بمنطقة المقرن غرب القصر الجمهوري القديم وعلى المساحة الواقعة قبالة مرسى الأسكلا للقوارب على النيل الأزرق، حيث كانت تقع حديقة الركابي التي كانت ملكيتها قد آلت لهيئة الأوقاف القومية الإسلامية، وكان يحدها من جهة الغرب مصنع قديم للسكر كانت مبانيه تستخدم في تخزين منتوج السكر قبل ترحيله عبر النيل إلى مناطق الإستيراد. وكانت تقع بجانبه ساحة كان صبية حي المقرن يستخدمونها كميدان للعب كرة القدم.
وتتوسط القاعة اليوم منطقة سياحية واجتماعية مهمة بالخرطوم، حيث يجاورها من جهة الشرق فندق كورنثيا الخرطوم (فندق برج الفاتح سابقاً)، وفندق السودان وفي غربها متحف السودان القومي ومنتزه حدائق 6 أبريل وفندق كورال الخرطوم (هيلتون سابقاً) وجسر النيل الأبيض المؤدي إلى مدينة أم درمان، أما في شمالها يقع مرسى عبّارة جزيرة توتي، وتقع في جنوبها بضع مكاتب شركات وبعثات دبلوماسية أجنبية.

## المساحة
تقدر المساحة الكلية للمباني 80 ألف متر مربع.

## الشركة والمقاولون
قامت ببناء المجمع شركة ليسي جو الصينية وهي الشركة نفسها التي قامت ببناء القصر الرئاسي الجديد في الخرطوم الذي افتتح في عام 2014م.

## النمط المعماري المهندسون

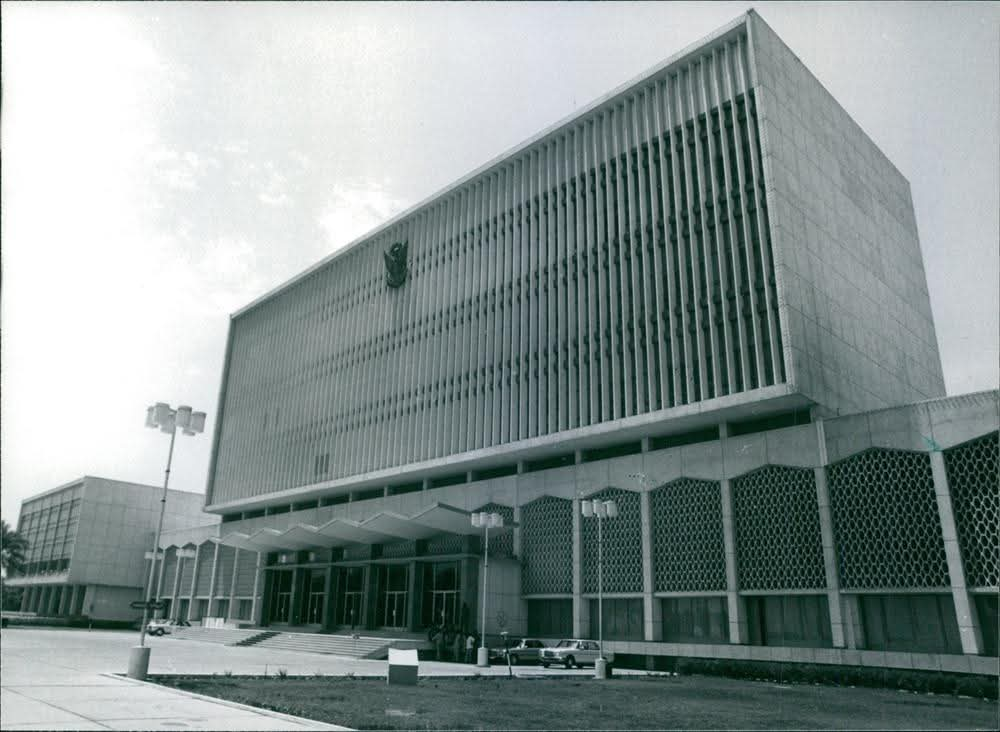
قاعة الصداقة الخرطوم 1980

وضع هندسة المعمار وخريطته مهندسون صينيون. وتم البناء على الطراز المعماري الصيني الحديث الخاص بمثل هذه القاعات في شكل كتل مكعبة بنوافذ تتوافق والبيئة والمناخ في الخرطوم، إلا أن من الملاحظ أن المباني لم تأخذ الخط اللوني العام في المنطقة، البني في لون الشوكولاتة الخفيف الذي يسود المباني الواقعة في المنطقة والمشيد معظمها في العهد التركي بالسودان. فقد اعتمد المهندسون الصينيون اللون الأبيض.

## البناء والتشييد
قامت الشركة بإحضار المهندسين وعمال البناء الصينيين من الصين الذين كانوا يقومون بكافة أعمال البناء والتشييد في الموقع مع عدد قليل من العمالة السودانية والمقاولون السودانيين الذين كانوا يعملون خاصة في جلب المواد المحلية. وقد سكن العمال الصينيين في موقع العمل بالمقرن حيث اقاموا منازلهم المؤقتة مع حقول صغيرة لزراعة بعض ما يحتاجون إليه من خضروات ومستودعات لحفظ مياه الشرب والاستخدام اليومي إلى جانب صيد السمك النهري من النيل.وقد شارك في البناء حوالي 300 عامل وخبير ومستشار ومهندس صيني.
تم وضع حجر الأساس في عام 1973م وافتتحت المباني رسمياُ في عام 1979 م في حفل كبير حضره رئيس الجمهورية وشخصيات كبيرة من المدعوين من السودان والصين.

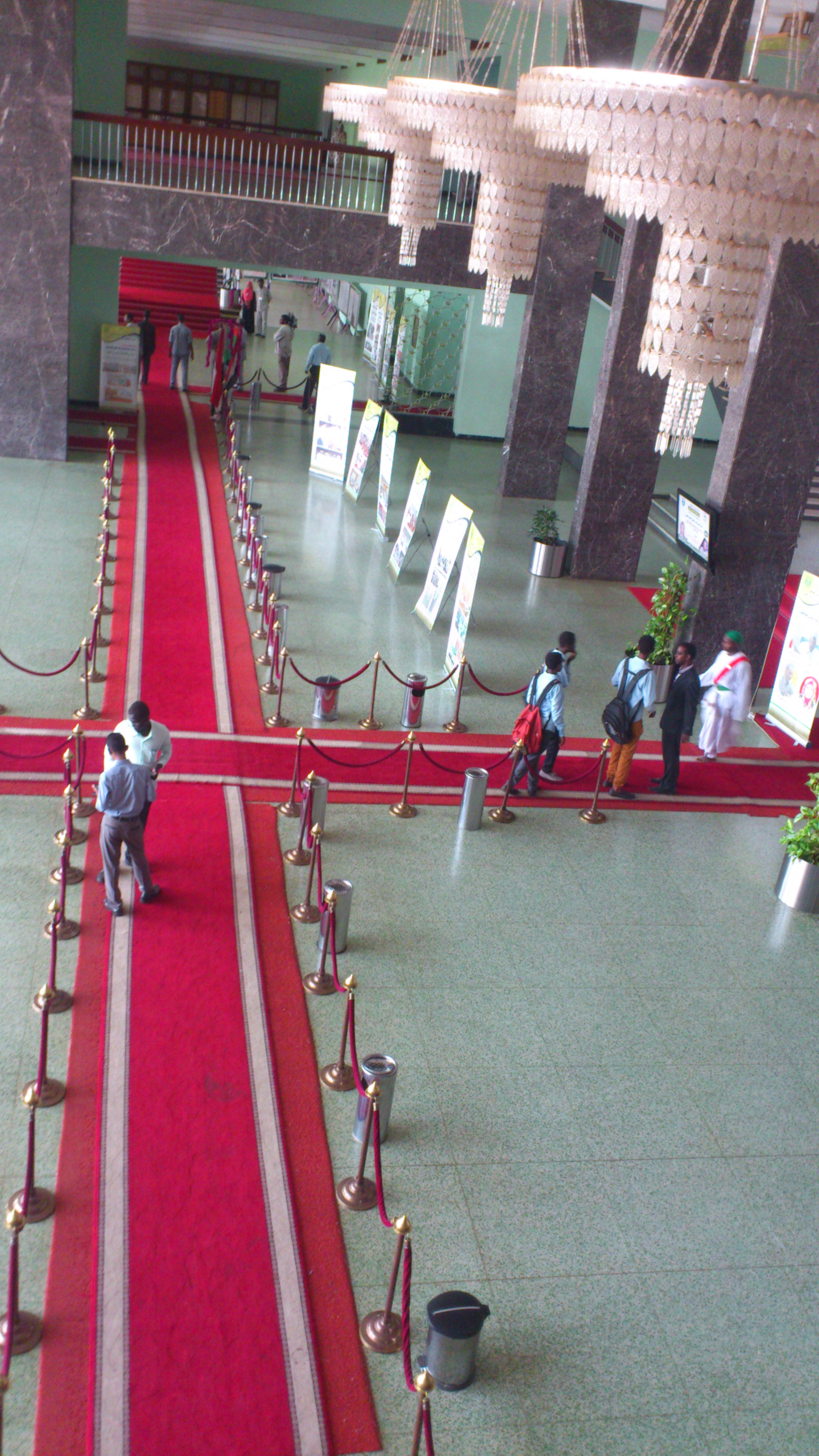
مدخل القاعة الشمالي من الداخل

وقد تم تجهيز القاعة بكافة الأجهزة والتقنيات التي تستخدم في قاعات المؤتمرات الدولية بما في ذلك أجهزة الترجمة الفورية والاتصالات وتسهيلات الصحافة.

## مهام القاعة
تم توظيف القاعة في عقد المؤتمرات المحلية والإقليمية والدولية على مختلف موضوعاتها وعدد المشاركين فيها بما في ذلك مؤتمرات القمم والمؤتمرات الوزرارية، إضافة لفعاليات ثقافية.
وانعقد فيها مؤتمر القمة الأفريقية في يوليو، تموز 1978 والقمة السادسة للاتحاد الأفريقي في الفترة من 16 إلى 24 يناير 2006م - والتي شارك في تغطيتها إعلاميا حوالي 400 صحفي - ومؤتمر القمة العربي في مارس / آذار، 2006م والقمة الباسفيكية في عام 2006م.
كما شهدت القاعة الإعلان عن النتيجة النهائية للاستفتاء علي حق تقرير المصير لجنوب السودان حيث أقيم فيها حفل مراسم الإعلان عن ذلك الحدث التاريخي.

## تسمية القاعة
وقد أطلق على القاعة اسم قاعة الصداقة تخليدا لذكري الصداقة التي تقوم بين السودان والصين ولتكون رمزاً معمارياً لتلك الصداقة والتي شهدت أول تمثيل دبلوماسي لهما في 2 فبراير / شباط عام 1959 م، أي بعد 4 سنوات فقط من حصول السودان على استقلاله من مصر وإنجلترا والذي أيد بشدة استعادة الصين لمقعدها في مجلس الأمن في عام 1971 م. وكان شو ان لاي رئيس مجلس الدولة الصيني قد زار السودان في يناير / كانون الثاني عام 1964 م، وفي مايو / أيار من العام ذاته زار الفريق إبراهيم عبود الصين كأول رئيس سوداني يزورها.

## الأقسام
ينقسم المجمع إلى:
مبنى قاعة الصداقة ويضم القاعات التالية المزودة بكابينات للترجمة وملحقاتها:
- القاعة الرئاسية وتتسع لاجتماع 2000 شخص
- القاعة الدولية بالطابق الأرضي وتسع 1200 شخص
- قاعة البركل بالطابق الثاني تسع 70 شخص
- قاعة اركويت بالطابق الثاني تسع 70 شخص
- قاعة جبل مرة بالطابق الثاني وتسع 60 شخص
- قاعة إفريقيا بالطابق الرابع تسع 150 شخص
- قاعة الخرطوم بالطابق الرابع تسع 60 ششخص
- قاعة السودان بالطابق الرابع تسع 60 شخص
- قاعة الطيب صالح بالطابق الخامس تسع 350 شخص
- قاعة أم درمان بالطابق السادس تسع 75 شخص

كما يضم مبنى القاعة الصالات الآتية:
- الصالون الرئاسي
- صالون كبار الضيوف
- صالة المعارض الكبرى
- صالة توتيل، المخصصة للمعارض وإقامة الحفلات والمناسبات العامة والخاصة وتسع 300 شخص
- صالة المآدب وتسع لألف شخص وتقدم كافة الوجبات

المباني الشرقية وتضم:
- قاعة السينما المغلقة والمكيفة الهواء
- خشبة المسرح الداخلي

وللمجمع حديقة تقع في أمامه وتعرف بحديقة النخيل.

## الإدارة
قاعة الصداقة مؤسسة عامة حكومية سودانية مستقلة تديرها الهيئة العامة لقاعة الصداقة بالخرطوم.

## موقع القاعة على شبكة الإنترنت
http://www.friendshiphall.sd/index.php/2014-05-21-08-06-08/2014-05-21-08-07-38 نسخة محفوظة 28 نوفمبر 2017 على موقع واي باك مشين.